# Falco di Quraysh
Il falco di Quraysh è un simbolo del mondo arabo, spesso raffigurato su stemmi e bandiere.

## Storia
Gli arabi, soprattutto nella Penisola Arabica e nel Golfo Persico, sono legati tradizionalmente alla falconeria e gli stessi falchi sono ritenuti un importante status symbol. 
Secondo la tradizione, il falco rappresentava la famiglia dei Quraysh e di Maometto. Esistono diverse varianti del falco di Quraysh, raffigurato su bandiere, stemmi, sigilli ed emblemi di diversi stati arabi. Dal punto di vista dell'araldica, il falco è opposto all'aquila di Saladino.

## Diffusione

Falco di Quraysh nello stemma del Kuwait
Falco di Quraysh nello stemma degli Emirati Arabi Uniti
Falco di Quraysh nello  stemma dell'Emirato di Abu Dhabi (EAU)
Falco di Quraysh nello  stemma dell'Emirato di Dubai (EAU)

Falco di Quraysh nel precedente stemma della Libia (in uso fino al 2011)
Falco di Quraysh nel precedente stemma della Federazione delle Repubbliche Arabe (1972-1980)
Falco di Quraysh nello stemma della Siria
Falco di Quraysh nella bandiera dell'Egitto (1972-1984)